# 恵佑会札幌病院
恵佑会札幌病院（けいゆうかいさっぽろびょういん）は、札幌市白石区にある病院。この項目では、近接している恵佑会第2病院（けいゆうかいだいにびょういん）についても記載している。

## 沿革
- 1981年（昭和56年）：「恵佑会札幌病院」開院[2]。
- 1984年（昭和59年）：医療法人恵佑会開設許可[2]。
- 1993年（平成05年）：医療法人弘仁会を買収（1994年に医療法人恵佑会へ吸収合併）、「東病院」（1994年に「医療法人恵佑会東病院」と改称）開設[2]。
- 2010年（平成22年）：社会医療法人に指定[2]。
- 2012年（平成24年）：東病院を閉院し、「恵佑会第2病院」開院[2]。
- 2013年（平成25年）：恵佑会第2病院が「平成24年照明普及賞」受賞[3]。
- 2021年（令和3年）：恵佑会札幌病院が札幌市白石区本通９丁目南１番１号に移転。

## 機関指定
札幌病院
- 地域がん診療連携拠点病院
- 卒後歯科医師臨床研修病院（単独型、協力型）

## 診療科等

### 札幌病院
診療科
- 外科
- 消化器外科
- 呼吸器外科
- 乳腺外科
- 気管食道外科
- 消化器内科
- 腫瘍内科
- 緩和ケア内科
- 耳鼻咽喉科
- 頭頸部外科
- アレルギー科
- 泌尿器科
- 放射線診断科
- 放射線治療科
- 麻酔科
- 歯科
- 歯科口腔外科
- 病理診断科
- 形成外科
- 美容外科

専門外来
- 緩和ケア外来
- 禁煙外来
- 外来化学療法
- ストーマ外来

部門
- 栄養科
- 看護部
- 検査室
- 歯科衛生士
- 放射線科
- 薬剤科
- 臨床工学技士

### 第2病院
診療科
- 内科・消化器科
- 放射線診断科

部門
- 看護部

## 施設認定
札幌病院
| 日本外科学会外科専門医修練施設                             | 呼吸器外科専門医制度基幹施設                          |
| 日本呼吸器内視鏡学会専門医制度認定施設                     | 日本麻酔科学会麻酔科認定病院                          |
| 日本消化器外科学会専門医修練施設                           | 日本消化器内視鏡学会専門医制度指導施設                |
| 日本消化器病学会専門医制度認定施設                         | 日本食道学会食道外科専門医認定施設                    |
| 日本食道学会全国登録認定施設                               | 日本耳鼻咽喉科学会専門医研修施設                      |
| 日本頭頸部外科学会認定頭頸部がん専門医研修施設             | 日本泌尿器科学会専門医教育施設                        |
| 日本がん治療認定医機構認定研修施設                         | 日本核医学会専門医教育病院                            |
| 日本医学放射線学会放射線科専門医修練機関                   | 日本放射線腫瘍学会認定協力施設                        |
| 日本口腔外科学会認定医制度研修機関                         | 日本口腔腫瘍学会口腔がん専門医制度指定研修施設        |
| 日本気管食道科学会専門医研修施設（咽喉系）                 | 日本気管食道科学会専門医研修施設（外科食道系）        |
| 日本緩和医療学会認定研修施設                               | 日本静脈経腸栄養学会NST（栄養サポートチーム）稼働施設 |
| 日本乳癌学会関連施設                                       | 日本禁煙学会認定教育関連施設                          |
| 日本臨床腫瘍研究グループ（JCOG）参加施設（胃がんグループ） |                                                       |

第2病院
| 日本消化器内視鏡学会指導施設 | 日本消化器病学会認定施設 |
| 日本核医学会専門医教育病院   |                          |

## アクセス・駐車場
札幌病院
- 国道12号（白石本通）・北海道道453号西野白石線（白石藻岩通）沿い
- ジェイ・アール北海道バス（空知線）、北海道中央バス（白石営業所）、夕張鉄道「白石神社前」バス停下車 徒歩約1分
- 札幌市営地下鉄東西線南郷13丁目駅から徒歩約7分
- 北海道旅客鉄道（JR北海道）
  - 新札幌駅から車で約15分
  - 札幌駅から車で約20分
- 駐車場：あり

第2病院
- ダイイチ白石神社前店となり
- ジェイ・アール北海道バス、北海道中央バス、夕張鉄道「白石神社前」バス停下車 徒歩約3分
- 札幌市営地下鉄東西線南郷13丁目駅から徒歩約8分
- 駐車場：60台

## 関連施設
- 恵佑会歯科口腔外科クリニック
- 恵佑会本通クリニック
- サービス付き高齢者向け住宅モーニング[4]